# Svépomocné spolky
Svépomocné spolky sloužily v době před vznikem státem nařízeného povinného sociálního a zdravotního pojištění k dobrovolnému pojištění pracujících pro případ nemoci, úmrtí, ztráty práce, stáří, ale i levnému nákupu a prodeji potravin, stavbě domů a bytů, vzdělání, zábavě atd.

## Vznik
Pro účely svého zabezpečení v horších časech se lidé již od starověku a středověku seskupovali do různých svépomocných spolků. Velký rozvoj svépomocných spolků pak spadá do časů tzv. průmyslové revoluce. Ve Velké Británii se první spolky (friendly societies) objevily již na konci 17. století a velký rozmach prodělaly v 18. a zejména 19. století.
Později se podobné spolky vyvinuly i v jiných zemích. V Čechách a na Moravě začaly vznikat podobné spolky ve 40. a 50. letech 19. století.
Svépomocné spolky byly založeny na dobrovolném členství a byly řízeny svými členy. Vedle podpůrných aktivit se věnovaly i vzdělávání, výchově k šetrnosti a střídmosti, sportovním aktivitám, pořádáním kulturních akcí, popíjení (odpůrci spolků často kritizovanému) atd. Vytvářely tak i nezanedbatelný pocit sounáležitosti, který chybí státem nařízenému povinnému pojištění. Zakladatelé těchto spolků měli dost často společné "kořeny". Jednalo se například o stejné povolání, politickou orientaci, náboženské vyznání, národní příslušnost nebo jen prostě pocházeli ze stejného regionu.

## Druhy spolků
Existovala velká nabídka nejen různých druhů spolků, ale i různých typů pojišťovacích programů. Jednotlivec si mohl svobodně vybrat spolek a také si mohl vytvořit vlastní plán pojištění, který jemu a jeho rodině nejlépe vyhovoval. Mohl určit v jaké výši si bude pojištění platit, a tím určit i výši případné podpory v nezaměstnanosti nebo nemoci, dobu kdy půjde do důchodu atd. Vedle zmíněné podpory a důchodů spolky poskytovaly i další druhy podpor. Ve Velké Británii spolky vyplácely vdovské a sirotčí důchody, mateřské dávky a proplácely cestovní náklady spojené s hledáním práce. Existovaly i pohřební spolky, které byly oblíbené zvláště u chudších vrstev. Tyto spolky svým členům platily pohřby a často vyplácely pozůstalým penze. Dále existovaly oblíbené depozitní spolky, které kombinovaly spoření s pojištěním. Spolky se také často spojovaly do různých skupin nazývaných řády. V rámci těchto řádů se uzavíraly reciproční dohody, které umožňovaly členům bez velkých problémů přestupovat z jednoho spolku do druhého. To bylo praktické například, když se člověk stěhoval z jednoho města do druhého. A také to přispělo ke zlepšení hospodaření spolků (kvůli finančním problémům musely některé spolky dokonce ukončit činnost), k jejich lepšímu řízení a transparentnosti.

## Fungování spolků
Spolky disponovaly poměrně účinným systém kontroly v případě nemoci. Jednak platily vlastní lékaře, kteří navštěvovali a léčili nemocné členy spolku (čím dříve byl člen zdráv, tím dříve přestal pobírat dávky a naopak začal platit pojistné poplatky) a často i jejich rodinné příslušníky. Dále členové spolku sami navštěvovali nemocné. To mělo vedle praktického významu kontroly i určitý morální rozměr – morální podpora skutečně nemocných členů.
V počátcích většina spolků oficiálně přijímala za členy osoby jen určitého věku – obvykle 18 až 35-40 let. V té době byl však průměrný věk podstatně nižší než dnes. Také chronicky nemocní a osoby vykonávající nebezpečná povolání (horníci) byly odmítáni. Mnohé spolky však byly v tomto ohledu benevolentní. Další se uchylovaly běžně k charitě. Časem byl tento problém vyřešen diferenciací poplatků. To umožnilo, aby se členy stali mladší i starší lidé, a také chudí. Osoby vykonávající nebezpečná povolání problém vyřešily zřizováním vlastních spolků. Do spolkového života se zapojovali i zaměstnavatelé, šlechta a duchovenstvo. Vedle výše uvedených existovaly i další spolky, například ty které se orientovaly na to, aby jejich členové získali bydlení.
Není lehké zjistit přesné počty pojištěnců. Z pramenů je zřejmé, že pojištění pomocí svépomocných spolků bylo v dobách před zavedením státního povinného pojištění masovou záležitostí. Ve Velké Británii se jednalo o milióny členů (např. v roce 1872 4 milióny). V USA bylo dosaženo vrcholu ve 20. letech 20. století, kdy byl každý třetí pracující Američan členem některého ze spolků. Pokud byl ovšem pracující pojištěn, byla tím také v nepříznivých dobách zajištěna alespoň částečně jeho rodina.
Na Moravě bylo k roku 1856 zaznamenáno 203 různých spolků, a z toho bylo 17 zřízeno pro podporu v nemoci, 17 bylo pohřebních a 7 charitativních. K velkému rozšíření spolků došlo pak v 60. a 70. letech 19. století. Zejména po vydání zákonů o spolkovém a spolčovacím právu v roce 1867. Vedle výše uvedených vznikaly spolky dělnické-vzdělávací, zábavní, odborové případně čtenářské. Zajímavou skupinou byly konzumní spolky. Ty sloužily k nákupu potravin z první ruky a k jejich následnému prodeji svým členům. Snahou bylo platit méně za potraviny.

## Úpadek
Pozvolný zánik svépomocných spolků nastal zpravidla po zavádění státem nařízeného povinného sociálního a zdravotního pojištění. Ve Velké Británii byl v roce 1911 schválen zákon o národním pojištění, který zaváděl povinné pojištění pro některé profese. Tato povinnost byla později rozšiřována. Spolky se sice staly součástí státního pojištění, ale postupně upadaly a po druhé světové válce byly z pojištění úplně vypuštěny. Ve Velké Británii však doposud některé svépomocné spolky působí. V USA se spolky nedokázaly ve 20. a 30. letech 20. století vyrovnat s nákladnějšími regulacemi ve zdravotnictví, vytlačováním skrze rostoucí státní aktivity a s regulací svých činností, které paradoxně sami spolky prosazovaly (např. zákaz kombinovat pojištění se spořením). V Rakousku-Uhersku bylo již v živnostenském řádu z roku 1859 zaměstnavatelům nařízeno zakládat podpůrné pokladny, pokud zaměstnávali více zaměstnanců a nebo tito vykonávali nebezpečné práce. V roce 1862 přijatý obecní zákon nařizoval obcím pečovat o chudé. V roce 1888 pak byl přijat zákon o povinném úrazovém a nemocenském pojištění dělnictva (mimo zemědělského dělnictva). Konečně zákon o sociálním pojištění zaměstnanců pro případ nemoci, invalidity a nově i stáří byl v Československu přijat v roce 1924 (v platnosti od roku 1926). Mimo jiné zavedl trestní odpovědnost za neplacení pojistného. Zánik spolků přivedl nezanedbatelné finanční prostředky pod moc vlád jednotlivých států.
Stejně jako jiné oblasti lidské činnosti se i svépomocné spolky někdy potýkaly s problémy. O tom, ale že spolky byly poměrně úspěšné (alespoň ve Velké Británii) svědčí i fakt, že počet lidí na tzv. Poor Law Support (podpora chudých mající svůj počátek za vlády královny Alžběty I.) v Anglii a Walesu klesl mezi lety 1850 až 1900 z 5,7 % na 2,5 %.